# Conistra immaculata
Conistra immaculata là một loài bướm đêm trong họ Noctuidae.